# 地域特別気象中枢
地域特別気象中枢（ちいきとくべつきしょうちゅうすう、英語: Regional Specialized Meteorological Centre、略称: RSMC）は、世界気象監視計画（WWW）の一環として、世界気象機関（WMO）の会合にて合意を得て指定された気象機関の総称であり、WMOの特定のプログラムに関連した気象注意報・警報等の気象情報を作成・収集・配信する任務を委託されている。その機能によって、地域特化型RSMC (Centres with geographical specialization) と活動特化型RSMC (Centres with activity specialization) の2つに大別される。
名称については、地域特別気象センターや地区特別気象センターの和訳もみられるほか、英語圏でも米: Regional Specialized Meteorological Center、英: Regional Specialised Meteorological Centreと、米英の言語の差による表記の揺れが散見される。

## 地域特化型RSMC
2012年現在、世界に25ヶ所ある地域特化型の地域特別気象中枢 (Centres with geographical specialization) は、各地区内で以下の役割を担っている。
1. 世界気象中枢と国家気象中枢の間で、気象資料の形式を調整したり、需要に応じて全地球的な気象データを提供したりする。
2. 管轄地区内を対象に12時間から48時間先の気象状況を分析・予測したデータを提供する。
3. 戦争や災害等により、地区内の国家気象中枢が緊急事態に陥った際や壊滅的な状態あるいは業務遂行不能の状況にある場合、当該国の気象業務を援助して国連の人道的なミッションを支援する。
4. 他の地域特別気象中枢と協調して適切な気象業務を遂行する。

| 地域特化型RSMCおよび担当海域 (RSMCs with geographical specialization) | 地域特化型RSMCおよび担当海域 (RSMCs with geographical specialization) | 地域特化型RSMCおよび担当海域 (RSMCs with geographical specialization) | 地域特化型RSMCおよび担当海域 (RSMCs with geographical specialization) |
| 担当地域                                                              | 所管する機関                                                          | 所在地                                                                | 外部リンク                                                            |
| --------------------------------------------------------------------- | --------------------------------------------------------------------- | --------------------------------------------------------------------- | --------------------------------------------------------------------- |
| 第Ⅰ地区 (アフリカ)                                                    | アルジェリア国立気象局                                                | アルジェ                                                              | Météo Algerie （フランス語）                                          |
| 第Ⅰ地区 (アフリカ)                                                    | エジプト気象局                                                        | カイロ                                                                | EMA （アラビア語） （英語）                                           |
| 第Ⅰ地区 (アフリカ)                                                    | セネガル国立気象局                                                    | ダカール                                                              |                                                                       |
| 第Ⅰ地区 (アフリカ)                                                    | チュニジア国立気象研究所 モロッコ国立気象局                           | チュニス/ カサブランカ                                                |                                                                       |
| 第Ⅰ地区 (アフリカ)                                                    | ケニア気象局                                                          | ナイロビ                                                              | Kenya Meteorological Department （英語）                              |
| 第Ⅰ地区 (アフリカ)                                                    | 南アフリカ気象局                                                      | プレトリア                                                            | South African Weather Service （英語）                                |
| 第Ⅱ地区 (アジア)                                                      | サウジアラビア気象環境省                                              | ジッダ                                                                | PME （アラビア語） （英語）                                           |
| 第Ⅱ地区 (アジア)                                                      | ウズベキスタン水文気象局                                              | タシュケント                                                          |                                                                       |
| 第Ⅱ地区 (アジア)                                                      | 気象庁                                                                | 東京                                                                  | 気象庁 （日本語） （英語）                                            |
| 第Ⅱ地区 (アジア)                                                      | インド気象局                                                          | ニューデリー                                                          | India Meteorological Department （英語） （ヒンディー語）             |
| 第Ⅱ地区 (アジア)                                                      | ロシア水文気象環境監視局                                              | ノヴォシビルスク                                                      | Росгидромет （ロシア語）                                              |
| 第Ⅱ地区 (アジア)                                                      | ロシア水文気象環境監視局                                              | ハバロフスク                                                          | Росгидромет （ロシア語）                                              |
| 第Ⅱ地区 (アジア)                                                      | 中国気象局                                                            | 北京                                                                  | 中国気象局 （中国語） （英語）                                        |
| 第Ⅲ地区 (南米)                                                        | アルゼンチン国立気象局                                                | ブエノスアイレス                                                      | Argentina-Servicio Meteorologico Nacional （スペイン語）              |
| 第Ⅲ地区 (南米)                                                        | ブラジル国立気象研究所                                                | ブラジリア                                                            | Instituto Nacional de Meteorologia （ポルトガル語）                   |
| 第Ⅳ地区 (北中米)                                                      | 国立ハリケーンセンター                                                | マイアミ                                                              | NHC （英語）                                                          |
| 第Ⅳ地区 (北中米)                                                      | カナダ気象局                                                          | モントリオール                                                        | Meteorological Service of Canada （英語） （フランス語）              |
| 第Ⅳ地区 (北中米)                                                      | アメリカ海洋大気庁                                                    | ワシントン                                                            | NOAA （英語）                                                         |
| 第Ⅴ地区 (南西太平洋)                                                  | ニュージーランド気象局                                                | ウェリントン                                                          | Meteorological Service of New Zealand （英語）                        |
| 第Ⅴ地区 (南西太平洋)                                                  | オーストラリア気象局                                                  | ダーウィン                                                            | Bureau of Meteorology （英語）                                        |
| 第Ⅴ地区 (南西太平洋)                                                  | オーストラリア気象局                                                  | メルボルン                                                            | Bureau of Meteorology （英語）                                        |
| 第Ⅵ地区 (欧州)                                                        | イギリス気象庁                                                        | エクセター                                                            | Met Office （英語）                                                   |
| 第Ⅵ地区 (欧州)                                                        | ドイツ気象局                                                          | オッフェンバッハ                                                      | Deutscher Wetterdienst （ドイツ語） （英語）                          |
| 第Ⅵ地区 (欧州)                                                        | ロシア水文気象環境監視局                                              | モスクワ                                                              | （上記）                                                              |
| 第Ⅵ地区 (欧州)                                                        | イタリア気象局                                                        | ローマ                                                                | Servizio Meteorologico （イタリア語）                                 |

## 活動特化型RSMC
2012年現在、活動特化型RSMC (RSMCs with activity specialization) は、熱帯低気圧プログラムおよび環境緊急対応プログラムにおいて、その役割を担っている。

### 熱帯低気圧プログラム
以下の6つの地域特別気象センターの他に、熱帯低気圧の命名および警報・注意報を発表する地域的な熱帯低気圧警報センターが6つある。
| 担当海域                                    | 担当機関                                         | 所在地                             |
| ------------------------------------------- | ------------------------------------------------ | ---------------------------------- |
| 南西太平洋                                  | フィジー気象局ナンディ熱帯低気圧センター         | フィジー ナンディ                  |
| 南西インド洋                                | フランス気象局レユニオン熱帯低気圧センター       | フランス 海外県 レユニオン島       |
| アラビア海およびベンガル湾                  | インド気象局トロピカル・サイクロン・ニューデリー | インド ニューデリー                |
| 北西太平洋および南シナ海                    | 気象庁太平洋台風センター                         | 日本 東京                          |
| 太平洋北部および中部                        | 中部太平洋ハリケーンセンター                     | アメリカ合衆国 ハワイ州 ホノルル   |
| 北東太平洋 北部大西洋、カリブ海、メキシコ湾 | 国立ハリケーンセンター                           | アメリカ合衆国 フロリダ州 マイアミ |

#### 主要な海域

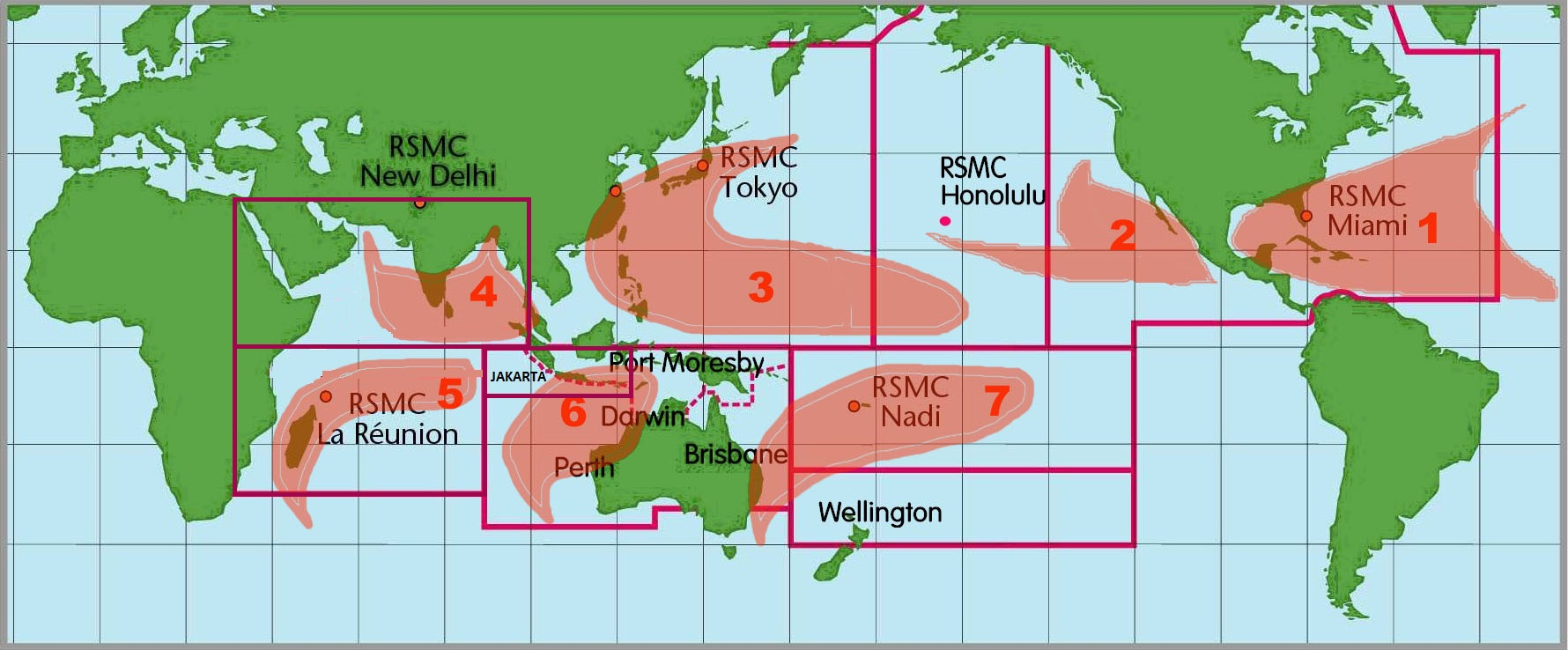
主な熱帯低気圧の形成海域と各海域の担当機関（RSMC）

慣例上、熱帯低気圧の発生する領域は、以下の7つに区分される。
- 北大西洋
- 太平洋東部[5]
- 太平洋西部[5]
- 南西太平洋
- 南東インド洋
- 南西インド洋
- 北インド洋

全海域の中で最も熱帯低気圧の活動が活発なのは太平洋西部で、最も活発でないのは北インド洋である。世界中で年間平均86個のトロピカル・ストーム級（最大風速17.2m/s以上）の熱帯低気圧が発生し、うち47個はハリケーン/タイフーン級（最大風速32.7m/s以上）に成長し、さらにそのうち20個はインテンス・トロピカル・サイクロン級（最大風速46.3m/s以上で、最小のものでもハリケーンのカテゴリー3に相当する）にまで発達する。
- 北西太平洋: この海域における熱帯低気圧の活動は、日本、台湾、中華人民共和国、香港、マカオ、大韓民国などの東アジアを中心に、フィリピン、ベトナム、インドネシアなどの東南アジア諸国および多くのオセアニア島嶼国に影響を及ぼす。世界中で発生する熱帯低気圧の3分の1がこの海域で活動していることから、熱帯低気圧の活動が世界で最も盛んな海域だと言える。中国の沿岸部は世界で最も熱帯低気圧（台風）の上陸数の多い地域である[7]。フィリピンには年間平均で6個から7個の台風が上陸する[8]。

- 北東太平洋: この海域は北西太平洋に次いで熱帯低気圧の活動の活発な海域であり、年間発生数は全海域で最も多い。この海域で発生するハリケーンはメキシコ西部へ影響することが多く、次いで米国本土（特にカリフォルニア州）、中央アメリカの北部にも影響を及ぼす。近代的なデータベースにはカリフォルニア州に上陸したハリケーンの記録はないが、1858年にサンディエゴで75mph（33.5m/s）を超える風速（ほぼ熱帯低気圧がハリケーンに分類される最低限の風速）を記録したとする伝承がある。しかし、この時本当にカリフォルニア州にハリケーンが上陸したのかは明らかにされていない[9]。1939年のロングピーチ・トロピカル・ストーム、1976年のハリケーン・カスリーン、1997年のハリケーン・ノラはいずれもゲールフォース・ウィンド（強風級の風）をカリフォルニアにもたらした[9]。

- 北大西洋: この海域には大西洋北部、カリブ海、メキシコ湾が含まれる。これらの海域における熱帯低気圧の発生数は、年間を通して1個の年もあれば20個以上になる年もあるなど、毎年大きく変動する。過去の統計によると、平均的には年間10個程度である[10]。アメリカ合衆国東海岸、メキシコ、中央アメリカ、カリブ海の島々、バミューダは、この海域で発生する熱帯低気圧（ハリケーン）からしばしば影響を受ける。ベネズエラ、カナダ南東部、マカロネシアの島々も時折、影響を受ける。

カーボベルデ諸島付近のアフリカ西岸沖で発生する熱帯低気圧は、大西洋の他の海域で発生する熱帯低気圧よりも勢力が強いことが多く、カーボベルデ型ハリケーンと呼ばれる。
時に、2006年9月にスペインやブリテン諸島に強風をもたらしたハリケーン・ゴードンの例のように、ハリケーンから衰退した温帯低気圧がヨーロッパまで到達することもある。
2005年9月には、ハリケーン・ヴィンスがトロピカル・デプレッションとなってスペイン南西部の沿岸に上陸し、熱帯低気圧としてイベリア半島に衝撃を与えた唯一の例となった。
- 北インド洋: この海域はベンガル湾とアラビア海の2つの海域に細区分される。（ただし、ベンガル湾のほうが支配的であり、サイクロンの活動も5 - 6倍ほど活発である。）この海域の季節にはピーク期が二度あり、片方はモンスーンの始まる前の4月と5月で、もう一方はモンスーン後の10月と11月である[13]。約20万人が死亡したとされる1970年のボーラ・サイクロンに見られるような、最も猛烈な熱帯低気圧はこの海域で発生している。この海域のサイクロンに影響を受ける国はインド、バングラデシュ、スリランカ、タイ、ミャンマー、パキスタンである。また稀にではあるが、アラビア半島に影響を与えることもある。

- 南西太平洋: この海域における熱帯低気圧の活動はオーストラリアを中心にオセアニア諸国に大きな影響を与える。ただし、トロピカル・ストームが勢力を保ったままオーストラリアのブリスベン付近やニュージーランドに到達することは滅多になく、温帯低気圧へと衰退していく最中や温帯低気圧に切り替わった後に接近・上陸することがほとんどである[14]。

- 南東インド洋: この海域における熱帯低気圧の活動はオーストラリアとインドネシアに影響を与える。オーストラリア気象局によると、オーストラリアへ到来するサイクロンは西オーストラリア州のエクスマスとブルームの間から上陸する傾向が強い[15]。

- 南西インド洋: 半世紀近くかけて蓄積された歴史的な観測データがあるにもかかわらず、1999年にレユニオン島に創設されたばかりフランス気象局レユニオン熱帯低気圧センター (La Réunion Tropical Cyclone Centre) における熱帯低気圧の観測・研究成果が優先的に利用される。以来、フランス気象局はレユニオン支部に研究目的の職員を増員している[16]。この海域で発生するサイクロンは、マダガスカル、モザンビーク、モーリシャス、レユニオン、コモロ、タンザニア、ケニア等の周辺諸国に危害を及ぼす恐れがある[16]。

#### 熱帯低気圧警報センター
南半球には、上述の気象センターを補完する6つの主要な熱帯低気圧警報センター (Tropical Cyclone Warning Center; TCWC) がある。
| 担当海域                         | 担当機関                       | 所在地                              |
| -------------------------------- | ------------------------------ | ----------------------------------- |
| 南東インド洋（南緯10度以南）     | オーストラリア気象局           | オーストラリア パース               |
| アラフラ海およびカーペンタリア湾 | オーストラリア気象局           | オーストラリア ダーウィン           |
| 珊瑚海                           | オーストラリア気象局           | オーストラリア ブリスベン           |
| ソロモン海およびパプア湾         | パプアニューギニア国立気象局   | パプアニューギニア ポートモレスビー |
| タスマン海                       | ニュージーランド気象局         | ニュージーランド ウェリントン       |
| 南東インド洋（南緯10度以北）     | インドネシア気象気候地球物理庁 | インドネシア ジャカルタ             |

### 環境緊急対応プログラム
国境を横断するような大規模な環境災害が発生した場合に備えて、大気の輸送・（汚染）沈着・分散をモデル化し、運用・配信する8つの気象センターがある。
| 担当地域                               | 担当機関                 | 所在地                        |
| -------------------------------------- | ------------------------ | ----------------------------- |
| ヨーロッパおよびアフリカ               | イギリス気象庁           | イギリス エクセター           |
| ヨーロッパおよびアフリカ               | フランス気象局           | フランス トゥールーズ         |
| 南西太平洋の後方支援およびアメリカ大陸 | カナダ気象局             | カナダ モントリオール         |
| 南西太平洋の後方支援およびアメリカ大陸 | アメリカ海洋大気庁       | アメリカ合衆国 ワシントンD.C. |
| アジア                                 | ロシア水文気象環境保護局 | ロシア オブニンスク           |
| アジア                                 | 気象庁                   | 日本 東京                     |
| アジア                                 | 中国気象局               | 中華人民共和国 北京           |
| 南西太平洋                             | オーストラリア気象局     | オーストラリア メルボルン     |

このほか、ドイツのオッフェンバッハに通信ネットワークのゲートウェイを置き、万一原子力災害等が発生した場合、迅速に情報交換ができるように国際原子力機関 (IAEA) とWMOを24時間リアルタイムで接続している。